# Othello-torony
Az Othello-torony (görögül Πύργος του Oθέλλου, törökül Othello Kalesi) erődítmény Cipruson, Famagustában. A Lusignan-család építtette a 14. században, utóbb a velenceiek átalakították. Neve Shakespeare Othello című drámájára utal.

## Története

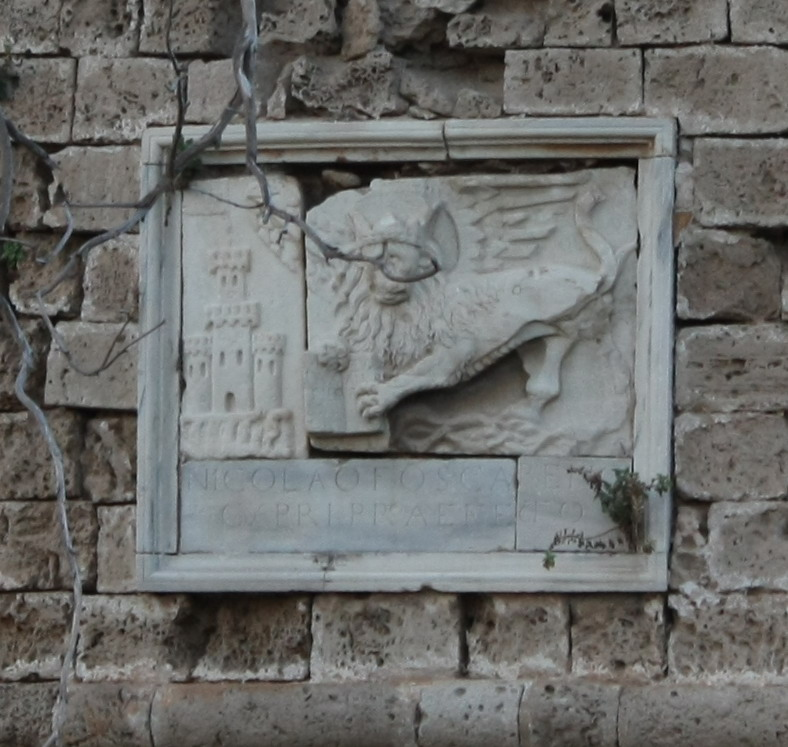
Szent Márk oroszlánja – dombormű a vár falán

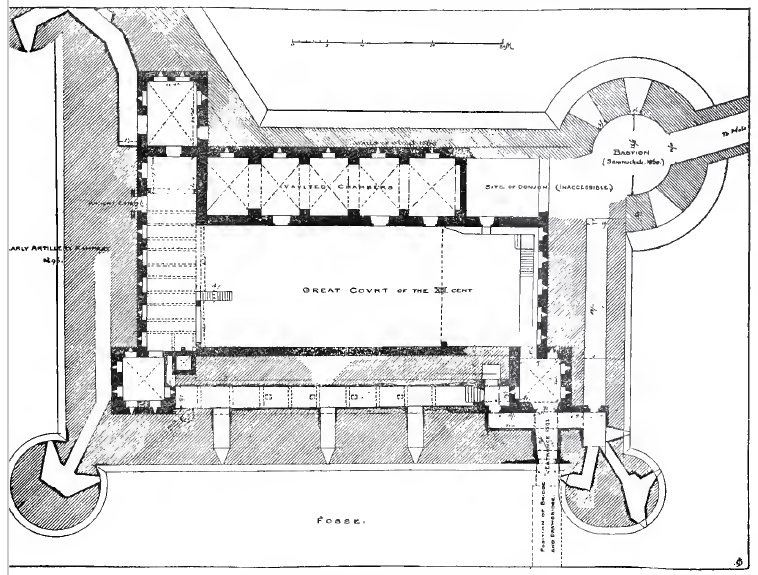
A vár alaprajza, 1918

A várat a Ciprusi Királyságban uralkodó Lusignan-család építtette a 14. században a kikötő védelmére. Ez volt Famagusta főkapuja is. Áthatolhatatlan erődítménynek nevezték, mivel a várat körbevevő igen mély árkok miatt szinte lehetetlen volt megtámadni.
Miután Ciprust eladták a Velencei Köztársaságnak, a vár szögletes tornyait köralakúakra cserélték, hogy jobban megfeleljen a tüzérségi igényeknek. Az átalakítások végeztével Szent Márk oroszlánjának domborművét helyezték el a vár főkapuja felé. A dombormű közelében megörökítették Nicolo Foscari kapitány nevét is, aki az átalakítást levezényelte. A felújítást vélhetőleg Leonardo da Vinci javasolta 1481-ben.
A vár Shakespeare Othello című drámájáról kapta nevét, melynek cselekménye egy ciprusi kikötővárosban játszódik.
1900-ban a várárkot kiszárították, hogy csökkentsék a malária kockázatát.
2014-ben elkezdődött a vár felújítása, és 2015. július 3-án nyílt meg ismét a közönség számára.

## Leírása
A várnak négy köralakú toronybástyája van. Belül egy refektórium és egy hálóterem található, amelyek még a Lusignan-korban épültek. Az udvaron spanyol és oszmán ágyúk láthatók.

## Fordítás
Ez a szócikk részben vagy egészben  az   Othello Castle című angol Wikipédia-szócikk ezen változatának fordításán alapul.  Az eredeti cikk szerkesztőit annak laptörténete sorolja fel. Ez a jelzés csupán a megfogalmazás eredetét és a szerzői jogokat jelzi, nem szolgál a cikkben szereplő információk forrásmegjelöléseként.